# Kid Ink
Kid Ink (echte naam: Brian Todd Collins) (Los Angeles, 1 april 1986) is een Amerikaanse rapper, zanger en muziekproducent. Hij is bekend geworden door zijn mix van rap en hiphop met invloeden van r&b en elektronische muziek. Kid Ink brak door met zijn mixtapes.

## Biografie

### Vroege leven en carrière
Brian Todd Collins werd geboren in Los Angeles, Californië, en groeide op in de stad. Hij is van Afro-Amerikaanse en Mexicaanse afkomst. Vanaf jonge leeftijd ontwikkelde Kid Ink een passie voor muziek en begon hij in de vroege jaren 2000 met het produceren van beats en het opnemen van muziek. Zijn eerste interesse in muziek ontstond in de buurt van zijn tienerjaren, en hij was aanvankelijk geïnteresseerd in de productie van hiphopmuziek voordat hij zich volledig richtte op het rappen.

### Muzikale doorbraak
Kid Ink's doorbraak kwam in 2012 met de release van zijn mixtape Up & Away. Het succes van de mixtape leidde tot grotere erkenning in de hiphopgemeenschap en legde de basis voor zijn toekomstige commerciële successen.
In 2013 bracht hij zijn eerste studioalbum My Own Lane uit, dat zowel commercieel als kritisch goed werd ontvangen. Het album bevatte de hit Show Me (met Chris Brown), die Kid Ink in de schijnwerpers zette. Het nummer bereikte de top 20 van de Amerikaanse Billboard Hot 100 en werd platina gecertificeerd.
- Bibliothèque nationale de France: cb16903692d (data)
- Gemeinsame Normdatei: 104929095X
- International Standard Name Identifier: 0000 0004 3497 5674
- Library of Congress Control Number: no2014072854
- MusicBrainz: 60614320-9caf-4ae4-bded-7140672fdf8a
- Virtual International Authority File: 308179070
- WorldCat: E39PBJwHhrwDqGJRd3C4XJhbVC